# Фасоль огненно-красная
Фасоль огненно-красная, или Фасо́ль многоцветко́вая, или туре́цкие бобы́ (лат. Phaseolus coccineus) — вид растений рода Фасоль (Phaseolus) семейства Бобовые (Fabaceae). Происходит из Южной Америки.

## Ботаническое описание
Многолетнее травянистое растение, с тонкими лежачими или вьющимися стеблями до 3 метров длиной.
Листья тройчатые, листочки небольшие, сердцевидные.
На корнях образуются мелкие клубеньки.
Соцветия кистевидные, на коротких цветоносах. Цветки красные, реже белые, крупные, парные, на густоопушённых цветоножках. Венчик в несколько раз длиннее чашечки.
Плоды — бобы крупные, широкие, с толстым пергаментным слоем. Семена плоскоэллиптические, разной окраски.
|                                                    |  |  |  |
| Общий вид, соцветия и плоды фасоли огненно-красной |  |  |  |

## Значение и применение
В некоторых странах многоцветковая фасоль выращивается в качестве декоративного растения, в других же — как овощная культура, причем яркие цветы считаются приятным дополнением. В пищу годятся только молодые бобы, не содержащие грубых волокон. Зрелые семена широко используются во многих кухнях мира. Корни растения содержат крахмал и также могут быть использованы в пищу.

## Классификация

### Таксономия
Phaseolus coccineus L., 1753, Sp. Pl.: 724
Вид Фасоль огненно-красная относится к роду Фасоль (Phaseolus) подсемейства Мотыльковые (Papilionoideae) семейства Бобовые (Fabaceae) порядка Бобовоцветные (Fabales). Таксономическая схема в соответствии с Системой APG IV по состоянию на декабрь 2023 года:
|  |                                      |  |                                   |                                   |                   |  | ещё 3 семейства | ещё 3 семейства   |                          |  |  |  | еще 523 рода                                                    | еще 523 рода           |  |  |
|  |                                      |  |                                   |                                   |                   |  | ещё 3 семейства | ещё 3 семейства   |                          |  |  |  | еще 523 рода                                                    | еще 523 рода           |  |  |
|  |                                      |  |                                   | порядок Бобовоцветные             |                   |  |                 |                   | подсемейство Мотыльковые |  |  |  |                                                                 | Фасоль огненно-красная |  |  |
|  |                                      |  |                                   | порядок Бобовоцветные             |                   |  |                 |                   | подсемейство Мотыльковые |  |  |  |                                                                 | Фасоль огненно-красная |  |  |
|  | отдел Цветковые, или Покрытосеменные |  |                                   |                                   | семейство Бобовые |  |                 |                   | род Фасоль               |  |  |  |                                                                 |                        |  |  |
|  | отдел Цветковые, или Покрытосеменные |  |                                   |                                   |                   |  |                 |                   |                          |  |  |  |                                                                 |                        |  |  |
|  |                                      |  | ещё 63 порядка цветковых растений | ещё 63 порядка цветковых растений |                   |  |                 | еще 5 подсемейств | еще 5 подсемейств        |  |  |  | еще 108 подтвержденных видов и 23 вида, ожидающих подтверждения |                        |  |  |
|  |                                      |  |                                   | ещё 63 порядка цветковых растений |                   |  |                 |                   | еще 5 подсемейств        |  |  |  |                                                                 |                        |  |  |

### Синонимы
- Lipusa formosa (Kunth) Alef.
- Lipusa multiflora Alef.
- Lipusa multiflora var. alba Alef.
- Lipusa multiflora var. bicolor (Vell.) Alef.
- Lipusa multiflora var. coccinea (L.) Alef.
- Lipusa multiflora var. lucida Alef.
- Lipusa multiflora var. niger (G.Martens) Alef.
- Phaseolus bicolor Bailly
- Phaseolus bicolor Vell.
- Phaseolus coccineus Moc. & Sessé ex G.Don
- Phaseolus coccineus subsp. coccineus
- Phaseolus coccineus subsp. formosus (Kunth) Maréchal, Mascherpa & Stainier
- Phaseolus coccineus subsp. obvallatus (Schltdl.) Maréchal, Mascherpa & Stainier
- Phaseolus coccineus subsp. striatus (Brandegee) Freytag
- Phaseolus coccineus var. argenteus Freytag
- Phaseolus coccineus var. coccineus
- Phaseolus coccineus var. condensatus Freytag
- Phaseolus coccineus var. griseus (Piper) Freytag
- Phaseolus coccineus var. guatemalensis Freytag
- Phaseolus coccineus var. lineatibracteolatus Freytag
- Phaseolus coccineus var. minuticicatricatus Freytag
- Phaseolus coccineus var. parvibracteolatus Freytag
- Phaseolus coccineus var. pringlei Rose ex Freytag
- Phaseolus coccineus var. pubescens Freytag
- Phaseolus coccineus var. purpurascens Freytag
- Phaseolus coccineus var. rigidicaulis Freytag
- Phaseolus coccineus var. semperbracteolatus Freytag
- Phaseolus coccineus var. splendens Freytag
- Phaseolus coccineus var. striatus (Brandegee) Freytag
- Phaseolus coccineus var. strigillosus (Piper) Freytag
- Phaseolus coccineus var. timilpanensis Freytag
- Phaseolus coccineus var. tridentatus Freytag
- Phaseolus coccineus var. zongolicensis Freytag
- Phaseolus formosus Kunth
- Phaseolus griseus Piper
- Phaseolus leiosepalus Piper
- Phaseolus multiflorus Lam.
- Phaseolus multiflorus var. albiflorus DC.
- Phaseolus multiflorus var. albus G.Martens
- Phaseolus multiflorus var. bicolor (Vell.) G.Martens
- Phaseolus multiflorus var. coccineus (L.) DC.
- Phaseolus multiflorus var. niger G.Martens
- Phaseolus obvallatus Schltdl.
- Phaseolus prorifirus M.E.Jones
- Phaseolus striatus Brandegee
- Phaseolus strigillosus Piper
- Phaseolus superbus A.DC.
- Phaseolus sylvestris Kunth
- Phaseolus vulgaris var. coccineus L.
- Phaseolus vulgaris var. coccineus (L.) Klett & Richt.